# Rochinia gracilipes
Rochinia gracilipes is een krabbensoort uit de familie van de Epialtidae. De wetenschappelijke naam van de soort is voor het eerst geldig gepubliceerd in 1875 door A. Milne-Edwards.